# Katy B
Kathleen „Katie” Brien, ismertebb nevén:Katy B (Peckham, Dél-London, 1989. május 21. –) angol énekesnő, dalszövegíró, a BRIT Iskolában érettségizett. Elsősorban R&B és dubstep stílusban énekel. Baby Katy néven kezdte a karrierjét. Peckhamben (Dél-London) született. Első kislemezét a Rinse gondozásában adta ki 2010-ben. 2011-ben  Mercury-díjra jelölték.

## Közreműködései
DJ NG dala, a Tell Me Katy B közreműködésével készült (akkori művésznevén: Baby Katy). Geeneus-szal közösen dolgozta fel  a Good Life című dalt és az As I-t. A The Count & Sinden Mega Mega Mega című albumának néhány dalában az énekesnő vokálai is hallhatóak, Magnetic Man-nel való közös munkájának eredménye a Perfect Stranger és Crossover című felvételek.

## Szólókarrierje
A Rinse FM  mutatta az énekesnő első kislemezét, mely a Katy On a Mission címet kapta. 2010. augusztus 22-én jelent meg a Benga közreműködésével készült dal.
Katy a London Jazz Festival 2009-es fellépője volt Ms Dynamite mellett, aki a Lights On című dal közreműködője volt. A kislemez 2010. december 19-én jelent meg.
A harmadik kislemez, a Broken Records 2011 márciusában jelent meg, ezt az Easy Please Me követte június 3-án
Ötödik dala, melyet önállóan kiadott, a Witches’ Brew lett, mely augusztus 28-án jelent meg.
A következő a Movement lesz, mely 2011-ben érkezik.
Debütáló albuma, az On a Mission 2011. április 4-én jelent meg, a brit albumlista második helyét is elérte.
Katy Tinie Tempah koncertkörútján 2011. tavaszán jelent meg néhány állomásra. Katy saját turnéját április 30-án jelentette be, mely során Európát járja majd be.
2011 szeptemberében bejelentették, hogy Katy B és Mark Ronson egy coca cola és olimpia reklámot fognak alkotni.

## 2013-14 - Little Red
2013. október elsején Katy bejelentette, hogy a következő stúdióalbumának Little Red lesz a címe. 2013. július 7-én jelent meg egy kislemez What love is made of címmel. Ez a dal a 21. helyen végzett a UK singles chartban. 2013. november 4-én jelent meg egy újabb kislemez 5 Am címmel.Ez a kislemez már a 4. helyre tornázta fel magát a UK Singles Chart listáján. Amikor december 13-án megjelent a Little Red hivatalos zeneszámlistája A What love is made of nem volt rajta. Amikor megkérdezték tőle, miért, azt mondta szeretett volna minél több új számot adni a rajongóinak, ez elég érdekes, ugyanis az Aaliyah című szám  már megjelent a 2012-ben kijött Danger EP-n. 2014. február 10-én jelent meg a várva várt 2. album az On a Mission után A Little Red. Erről az albumról több kislemez is jelent meg például a Crying for no Reason és a Still.
2014. február 18-án felkerült a Youtubera egy videó, amin Katy Beyonce Drunk in Love című dalát és Tinashe Vulnerable-jét dolgozza fel. Szintén februárban az angol Voice-ban volt  Ricky Wilson csapatának a mentora.

## Diszkográfia

### Albumok
| Év   | Album        |
| ---- | ------------ |
| 2011 | On a Mission |

### Kislemezek
| Év   | Kislemez          |
| ---- | ----------------- |
| 2010 | Katy On a Mission |
| 2010 | Perfect Stranger  |
| 2010 | Lights On         |
| 2011 | Broken Record     |
| 2011 | Easy Please Me    |
| 2011 | Witches’ Brew     |

## Fordítás
- Ez a szócikk részben vagy egészben  a   Katy B című angol Wikipédia-szócikk fordításán alapul.  Az eredeti cikk szerkesztőit annak laptörténete sorolja fel. Ez a jelzés csupán a megfogalmazás eredetét és a szerzői jogokat jelzi, nem szolgál a cikkben szereplő információk forrásmegjelöléseként.